# 默黑萨纳县

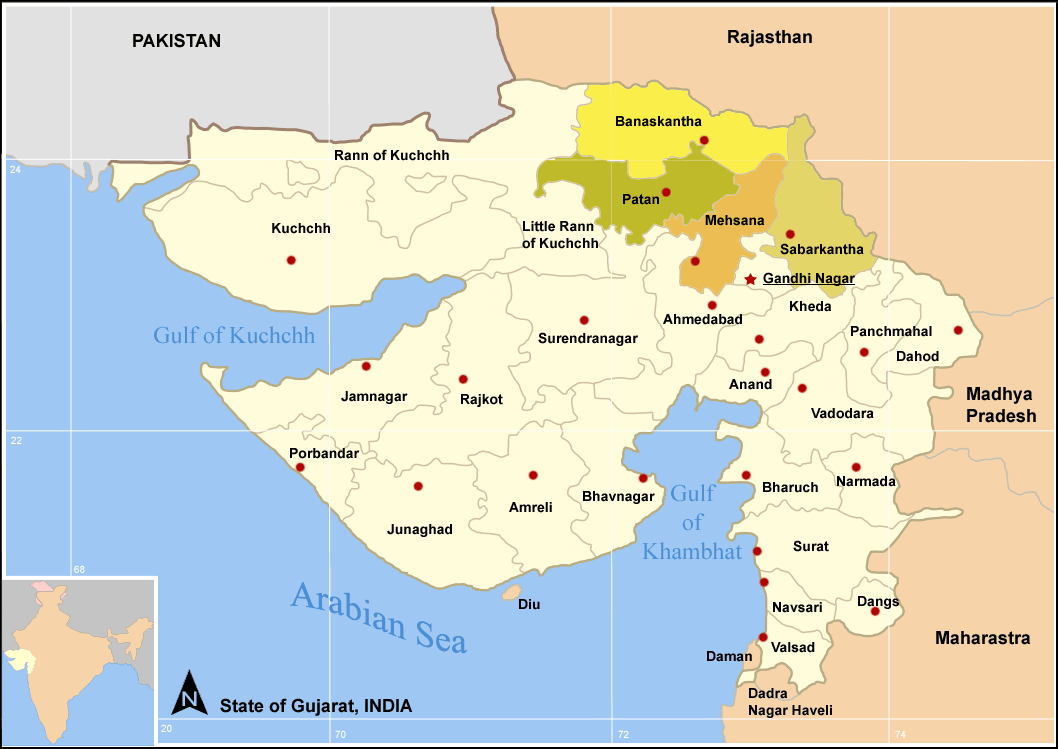
古吉拉特邦北部地区

默黑萨纳县（英語：Mehsana district）为印度古吉拉特邦辖县。全县面积4,500平方公里，人口2,035,064人（2011年），其中城镇人口22.40%。默黑萨纳县位于古吉拉特邦北部，县域北与伯纳斯甘塔县接壤，东北部和萨伯尔甘塔县相连，东南部与甘地讷格尔县交界，北临艾哈迈达巴德县，西接帕坦县。行政中心驻默黑萨纳市。
默黑萨纳县农业以种植御谷（珍珠粟）、高梁、棉花和油料作物为主；商业以莳萝子、蚤草和茴香香料贸易为主。